# Strajk włoski
Strajk włoski – forma strajku aktywnego polegająca na wykonywaniu przez pracowników obowiązków służbowych w sposób skrajnie drobiazgowy, co powoduje blokadę działania zakładu w sposób zbliżony do strajku pasywnego.
Jest on stosowany w celu obejścia przepisów ograniczających w przypadku danej grupy zawodowej prawo do strajku (np. służby mundurowe). Przykładem może być strajk celników, którzy strajkując po włosku kontrolują dokładnie każdy samochód, powodując wielokilometrową kolejkę pojazdów oczekujących na odprawę.
We Włoszech ten rodzaj strajku nazywany jest sciopero bianco, co oznacza „strajk biały”.

## Przykłady strajków włoskich wPolsce
- listopad 2006 – część strajkujących listonoszy
- czerwiec 2007 – strajk włoski lekarzy w woj. kujawsko-pomorskim[2]
- czerwiec 2007 – strajk włoski pracowników hipermarketów w woj. śląskim[3]
- marzec 2008 – strajk włoski pracowników urzędów skarbowych[4]
- maj 2011 – strajk włoski pracowników Jastrzębskiej Spółki Węglowej[5]
- czerwiec 2016 – strajk włoski celników na terenie całej Polski
- maj 2017 – strajk włoski pracowników największych sieci sklepów w całej Polsce[6]
- sierpień 2018 – strajk włoski polskiej policji[7]